# ما (إلهة)

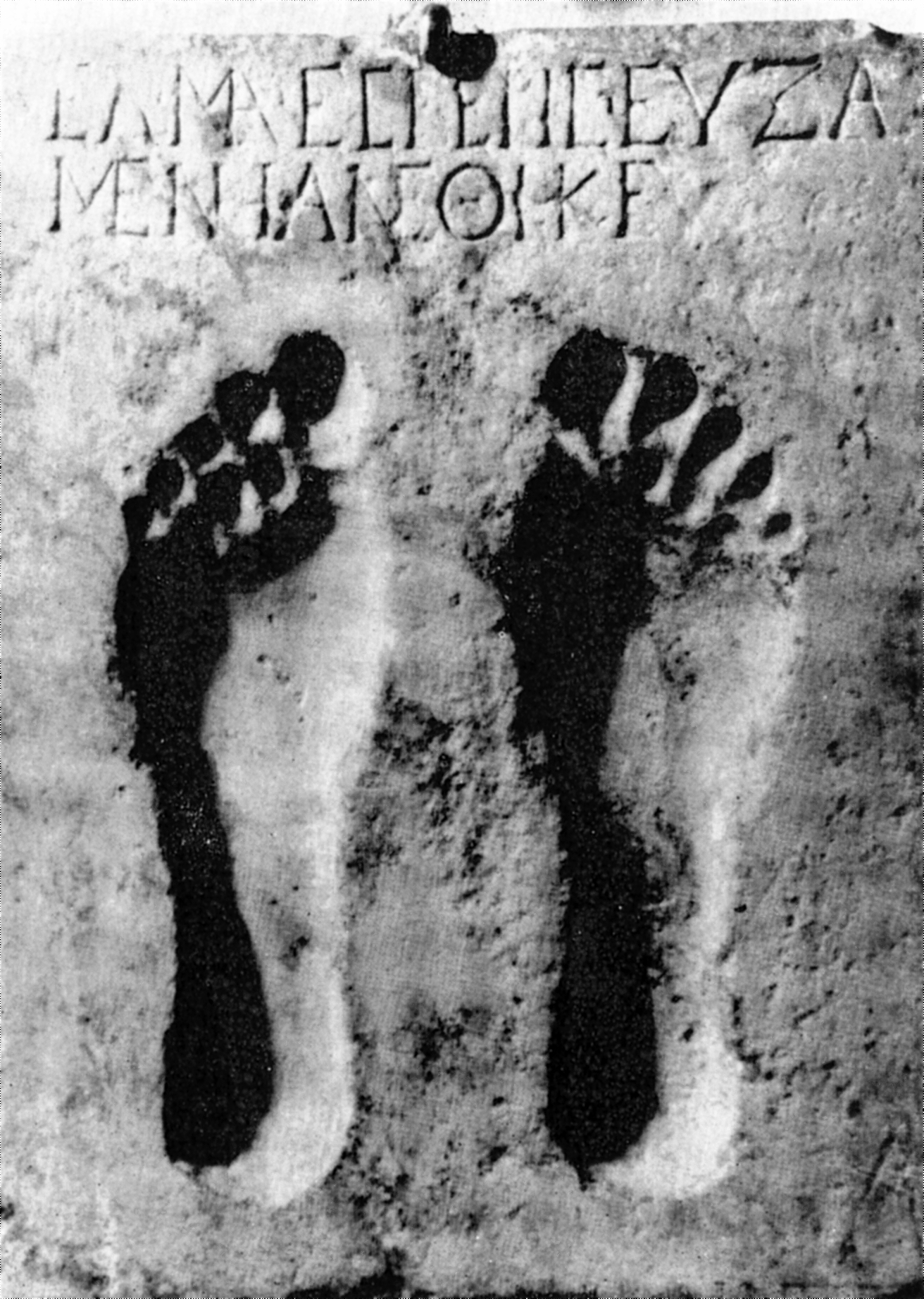
إهداء للإلهة ما مع بصمة القدم العارية، القرن الأول قبل الميلاد (المتحف الوطني في وارسو).

ما (بالإنجليزية: Ma)‏، كانت إلهة محلية في كومانا في كابادوكيا. اسمها يعني "الأم"، وكان لها أيضًا لقبًا، وهو "التي لا تُقهر" و"بشيرة النصر". وهي إلهة أم. وارتبطت بموضوع البلوغ أو العبور من مرحلة إلى أخرى في حياة الذكور والإناث.